# Kristotomus laetus
Kristotomus laetus là một loài tò vò trong họ Ichneumonidae.